# Tervo kyrka
Tervo kyrka är en kyrkobyggnad i Tervo i Finland. Den planerades av arkitekt Ilmari Launis och blev klar 1925.
Kyrkan är av rödtegel som delvis täckts med puts. Stilmässingt representerar byggnaden den historicism som förekom i Finland på 1920-talet och har drag från nationalromantik samt romansk, gotisk och klassisk stil. Byggnaden har genomgått två större renoveringar, den första under Veikko Larkas 1970 och den andra under Martti Höyhtyä 1991.
Glasmålningen vid altaret heter Herdarnas tillbedjan och är av llmari Launis. Kyrkans orgel gjordes av Kangasala orgelfabrik 1962 och har 15 stämmor.